# Sîvașivka, Novotroiițke
Sîvașivka (în ucraineană Сивашівка) este localitatea de reședință a comunei Sîvașivka din raionul Novotroiițke, regiunea Herson, Ucraina.

## Demografie
Componența lingvistică a localității Sîvașivka
     Ucraineană (84,35%)
     Rusă (10,82%)
     Alte limbi (1,39%)
Conform recensământului din 2001, majoritatea populației localității Sîvașivka era vorbitoare de ucraineană (84,35%), existând în minoritate și vorbitori de rusă (10,82%).